# Jason Grimes
Jason Grimes (ur. 10 września 1959) – amerykański lekkoatleta – skoczek w dal. Srebrny medalista mistrzostw świata z Helsinek.

## Rekordy życiowe
- skok w dal – 8,43  Indianapolis, 16 czerwca 1985